# قدی (داغستان)
قدی نام روستایی درداغستان است.

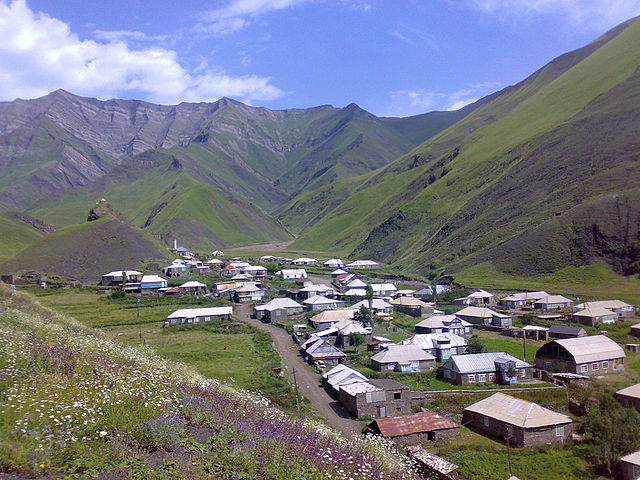

روستایی زیبا و کوهستانی که در ارتفاع ۲۰۷۵ متری قلهٔ زنجیره رشته‌کوه قفقاز واقع شده‌است. این روستا مابین دو تپهٔ بلند قرار دارد.

## جمعیت
جمعیت آن ۷۵۷ نفر (۱۲۰ خانوار) است که از اهل سنت هستند. شغل عمدهٔ مردم روستا کشاورز است.
| ۲۰۱۰ | ۲۰۱۲ | ۲۰۱۳ | ۲۰۱۴ | ۲۰۱۵ |
| ---- | ---- | ---- | ---- | ---- |
| ۷۳۸  | ۷۴۶  | ۷۵۴  | ۷۵۷  | ۷۷۹  |

## تاریخچه
روستای قدی دارای تاریخ غنی است که با تاریخ خونزاخ باستانی پیوند تنگاتنگی دارد. منطقه ای که قدی در آن قرار دارد معمولا "اوقراتل" نامیده می شود و در محل اتصال مرزهای مدرن گرجستان، چچن و داغستان قرار دارد. انکراتل شامل اراضی روستاهای کدی، ساسیتلی، سیلدی، گاکو، مترادا، خوارشینی پایین، خوارشینی بالا، تسیخالاخ و خوشت است و با قضاوت بر اساس داده های تاریخی متعدد و افسانه های محلی، قدی همواره در میان این 9 روستا جایگاه اول را به خود اختصاص داده است. . مکانی که این روستا در آن قرار دارد زیباترین و راحت ترین مکان برای زندگی به حساب می آید. احتمالاً به همین دلیل است که اعضای خاندان خونزاخ که زمانی از خونزاخ به اینجا نقل مکان کرده‌اند، این دشت را در میان کوه‌های مرتفع با چمن‌زارهای کوهستانی و راه‌های ارتباطی مناسب با گوشه‌های دور و نزدیک کوه‌های قفقاز انتخاب کردند. محل اقامت. گوشت، پنیر و کره از قدی همیشه در سراسر ولسوالی معروف بوده است، جاده ای باستانی از میان کوه ها و دره های این روستا می گذشت و خونزاخ را به بخش کوهستانی چچن که برای مدت طولانی تحت فرمان او بود، متصل می کرد.از سواحل چنتی آرگون و شارو ارگون در امتداد مسیر خشلدیاخک، راه دامداری و کاروانی از گذرگاه یاگودک (2952 متر) به داغستان منتهی می شد.
قبلاً در نیمه دوم قرن نهم ، همانطور که ابن روستا گزارش می دهد ، جاده ای وجود داشت که از قلمرو چچن و اینگوشیت مدرن می گذشت و در طول آن ارتباط بین آواریا و آلانیا انجام می شد. در سال 943، همانطور که از متن المسعودی می توان دید، بین حاکمان نشسته در کوهستان خنزاخ و پادشاهان آلانیا، که اتفاقاً از قرن هشتم تا سال 932 به ارتدکس اعتقاد داشتند، "پیوندهای زناشویی وجود داشت. چون هر کدام با خواهر دیگری ازدواج کردند».

## گالری عکس

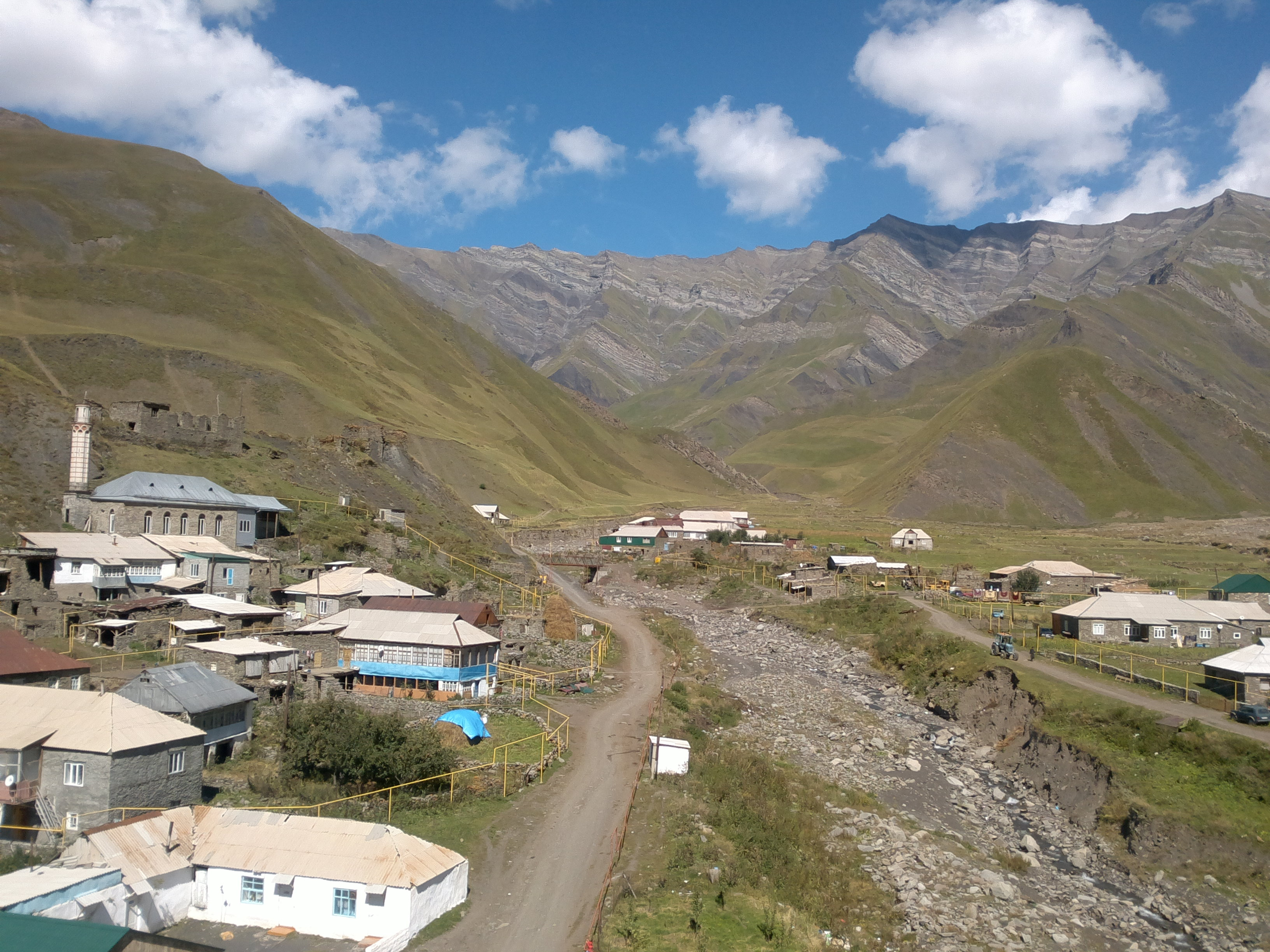
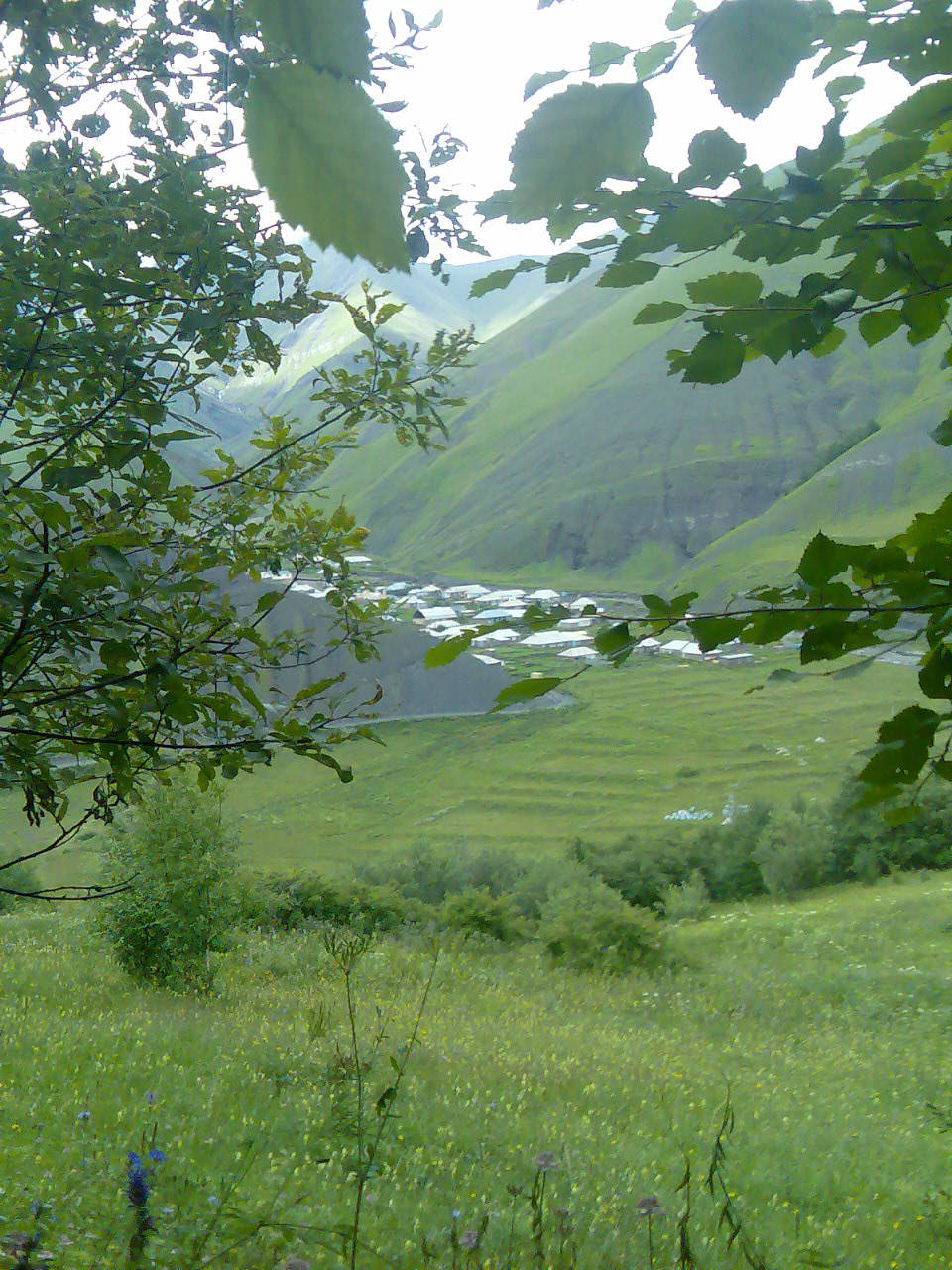
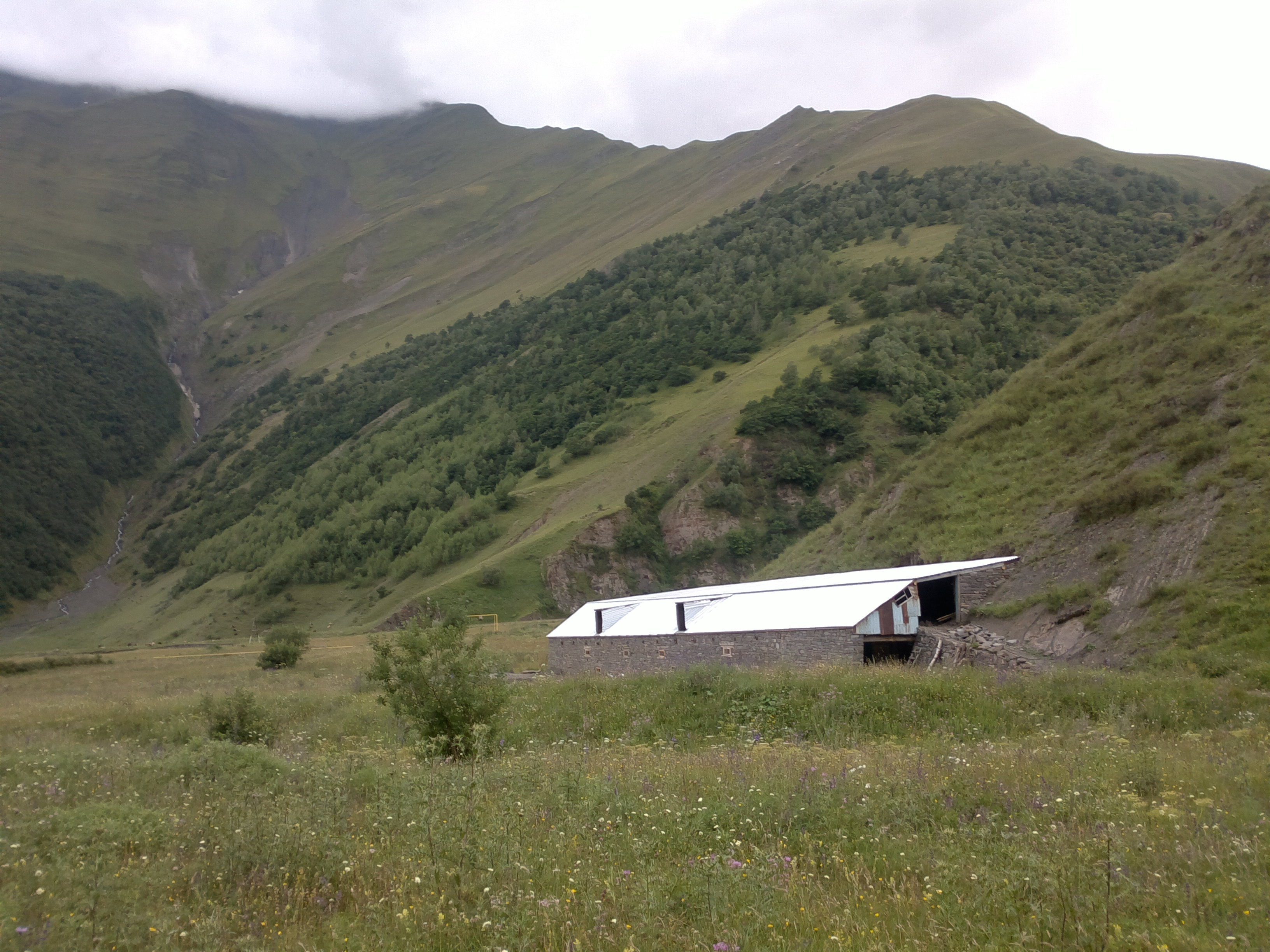
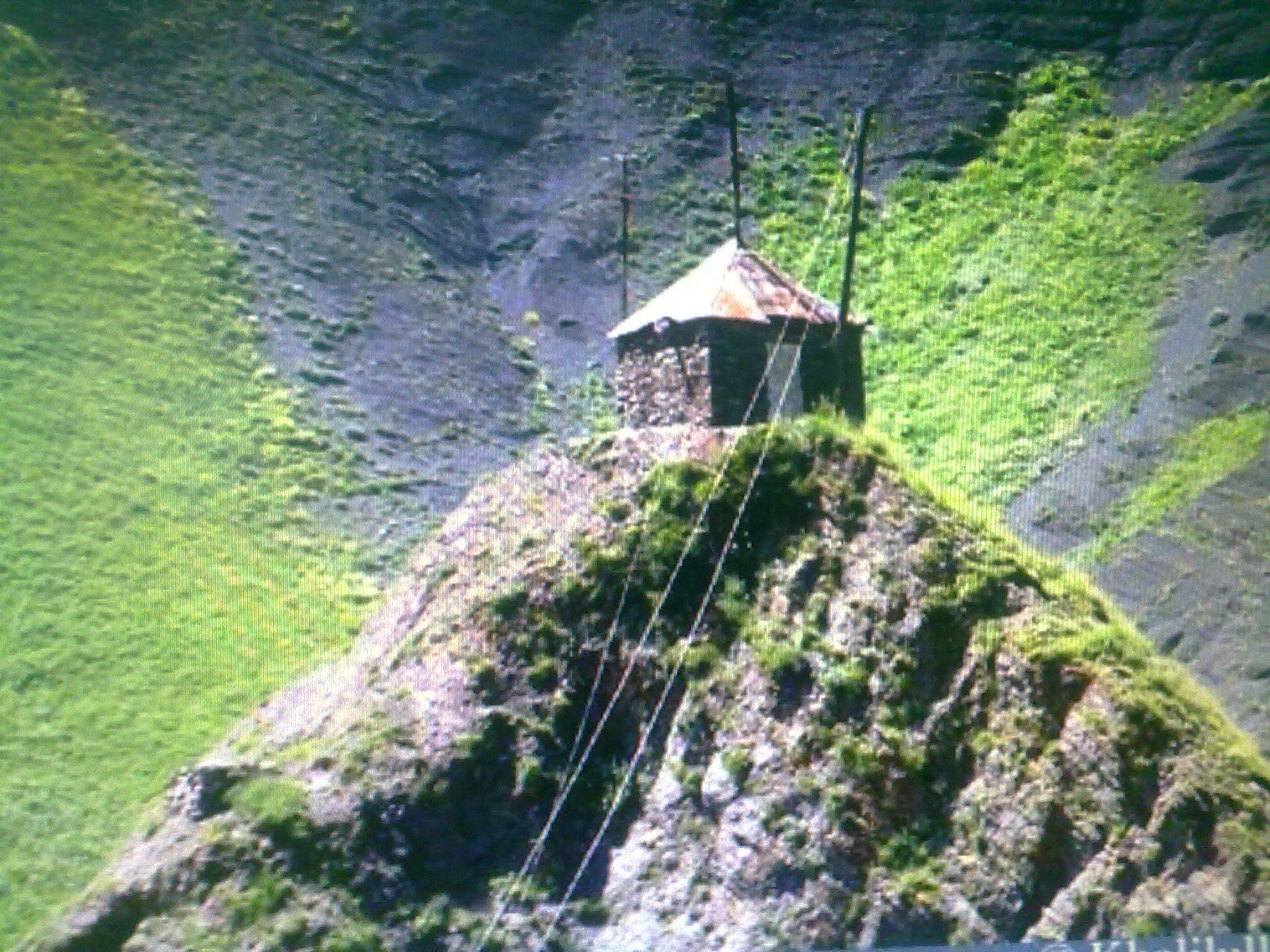
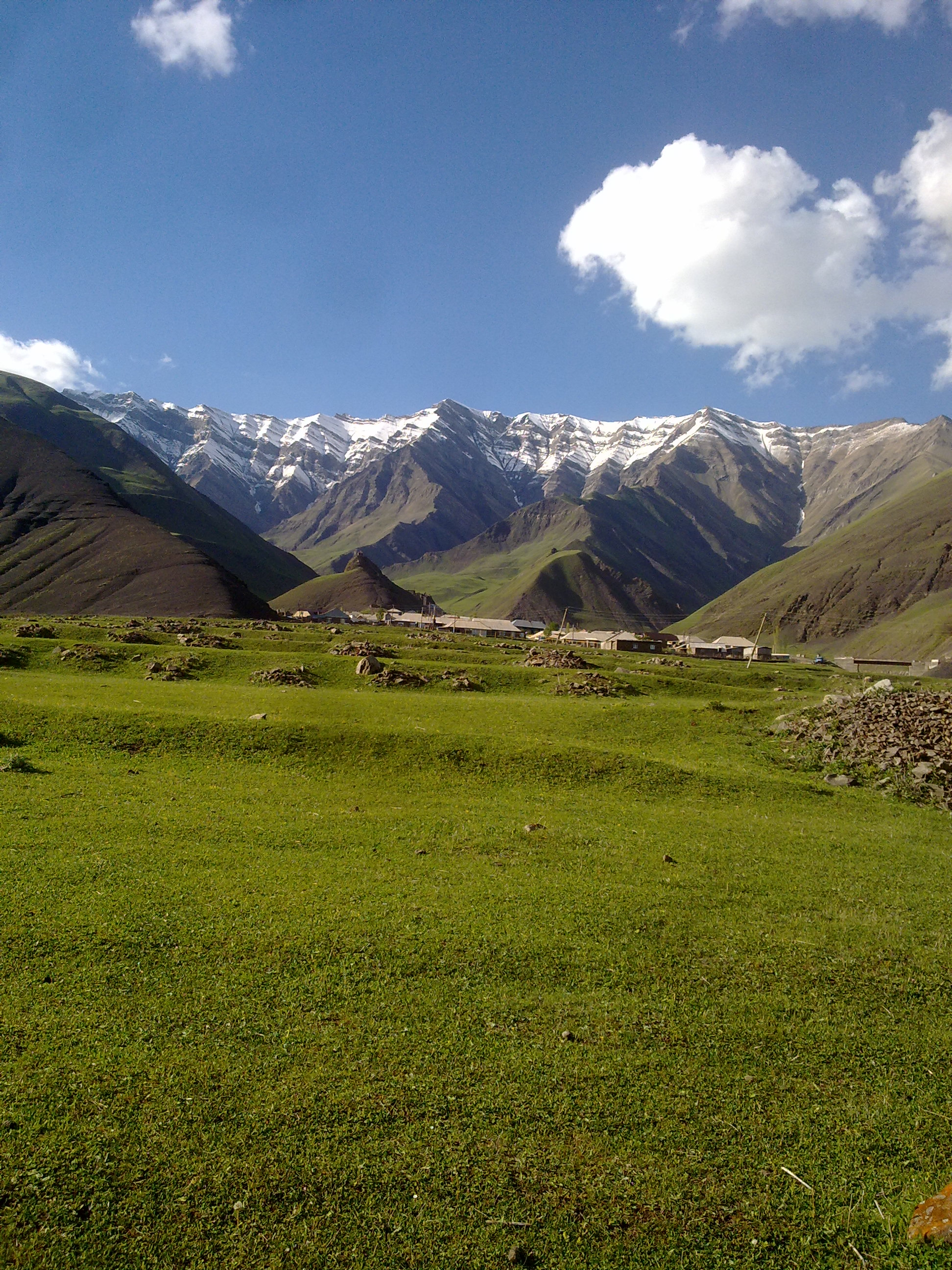
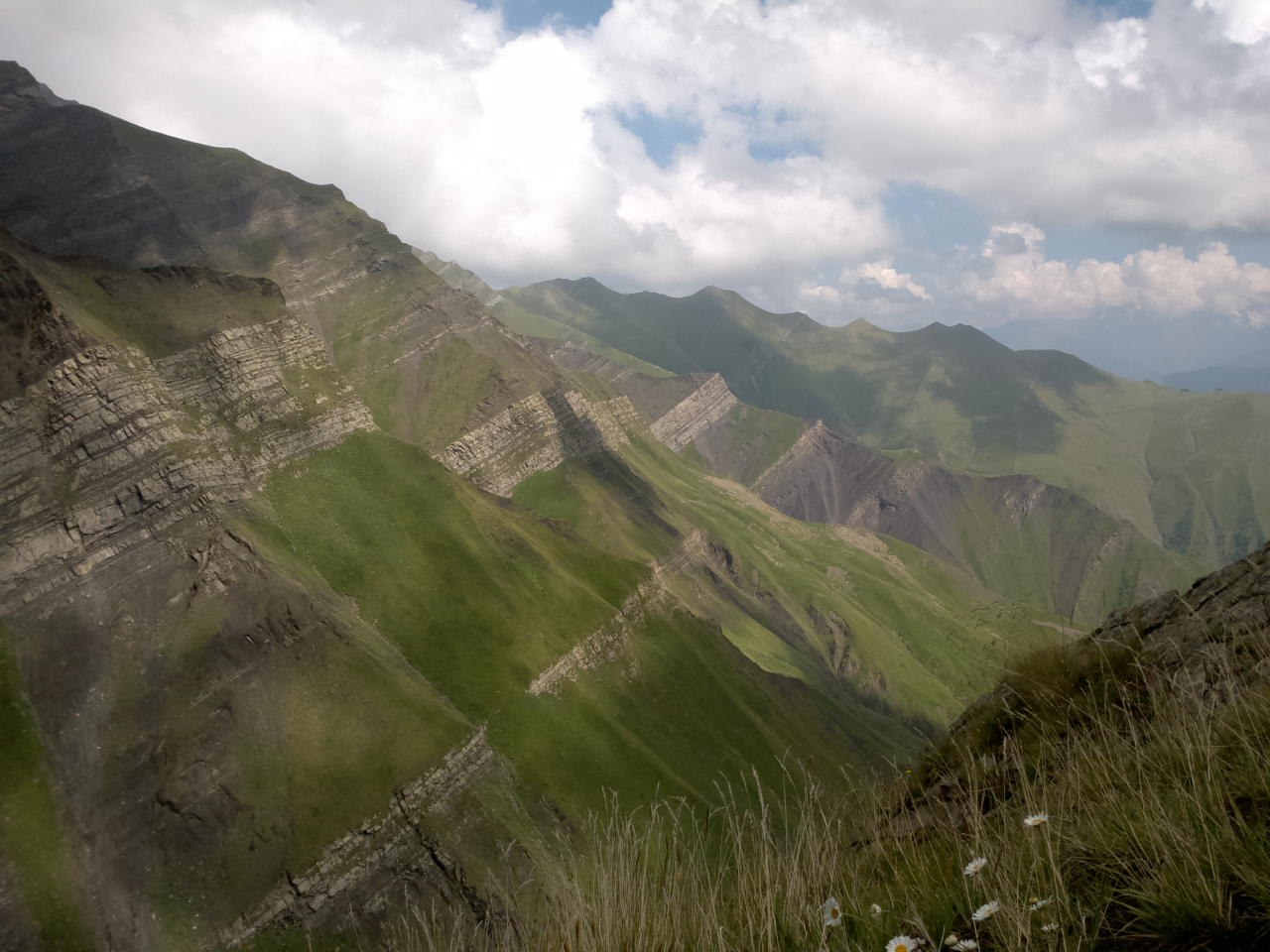
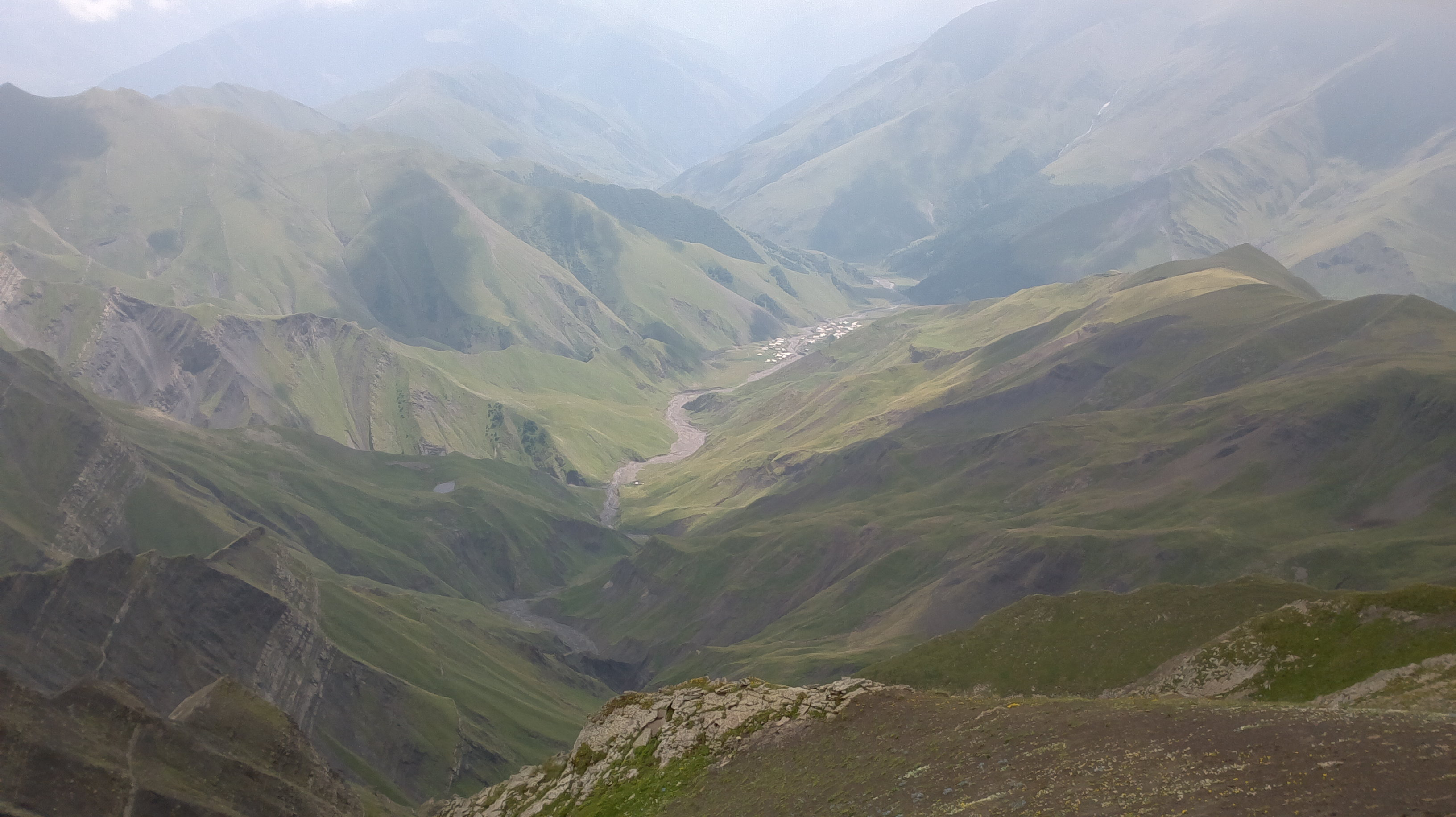
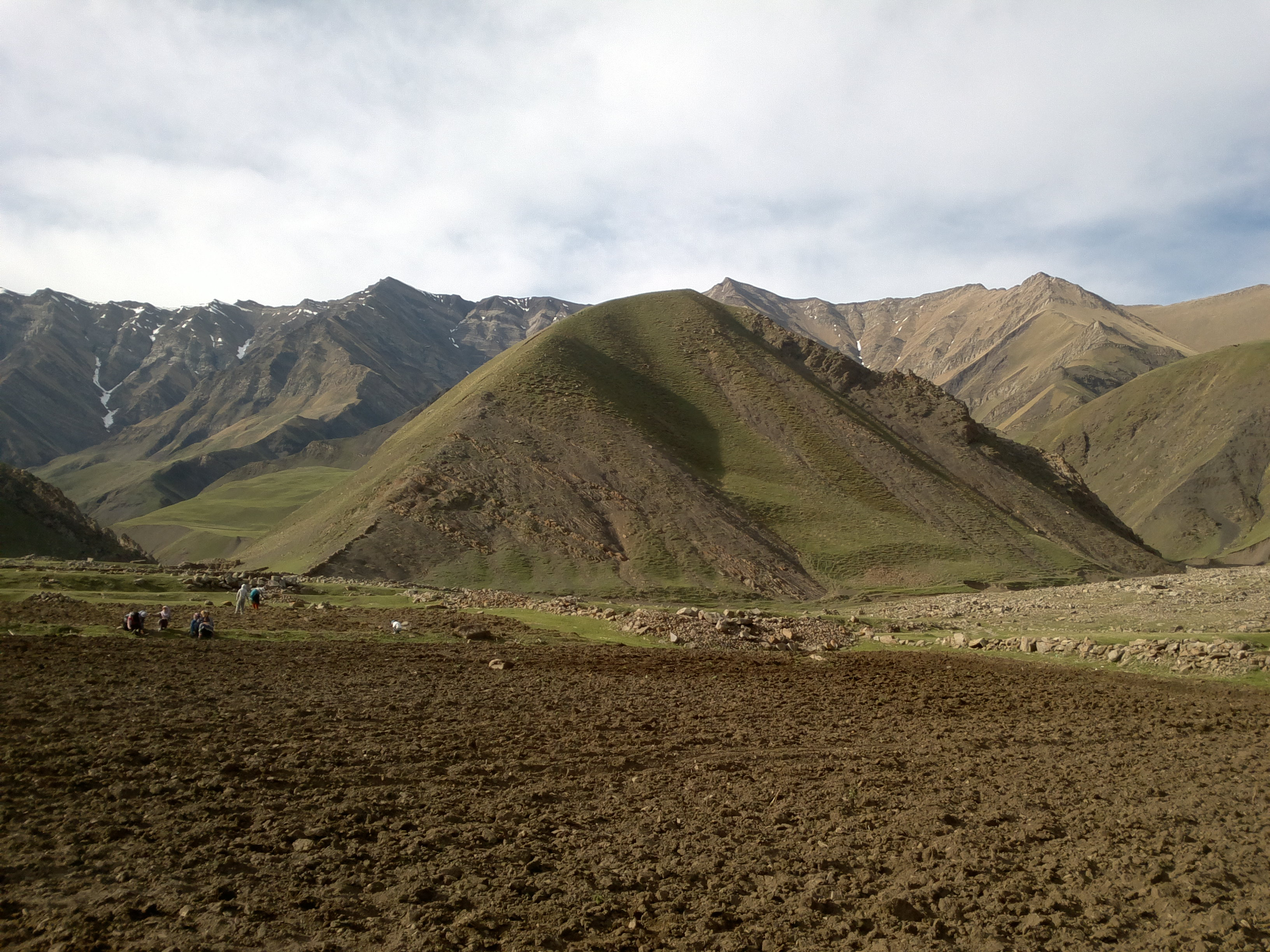
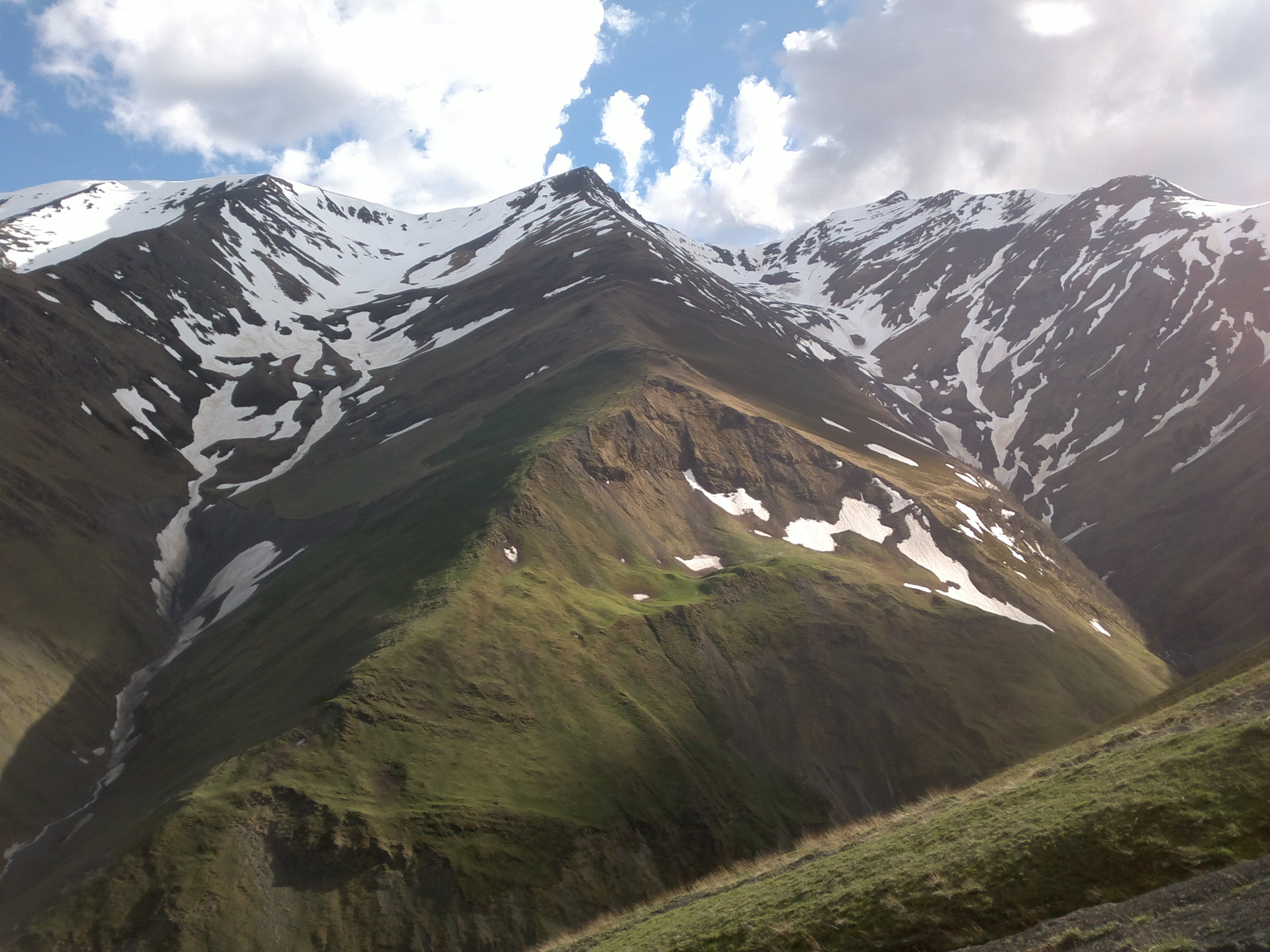
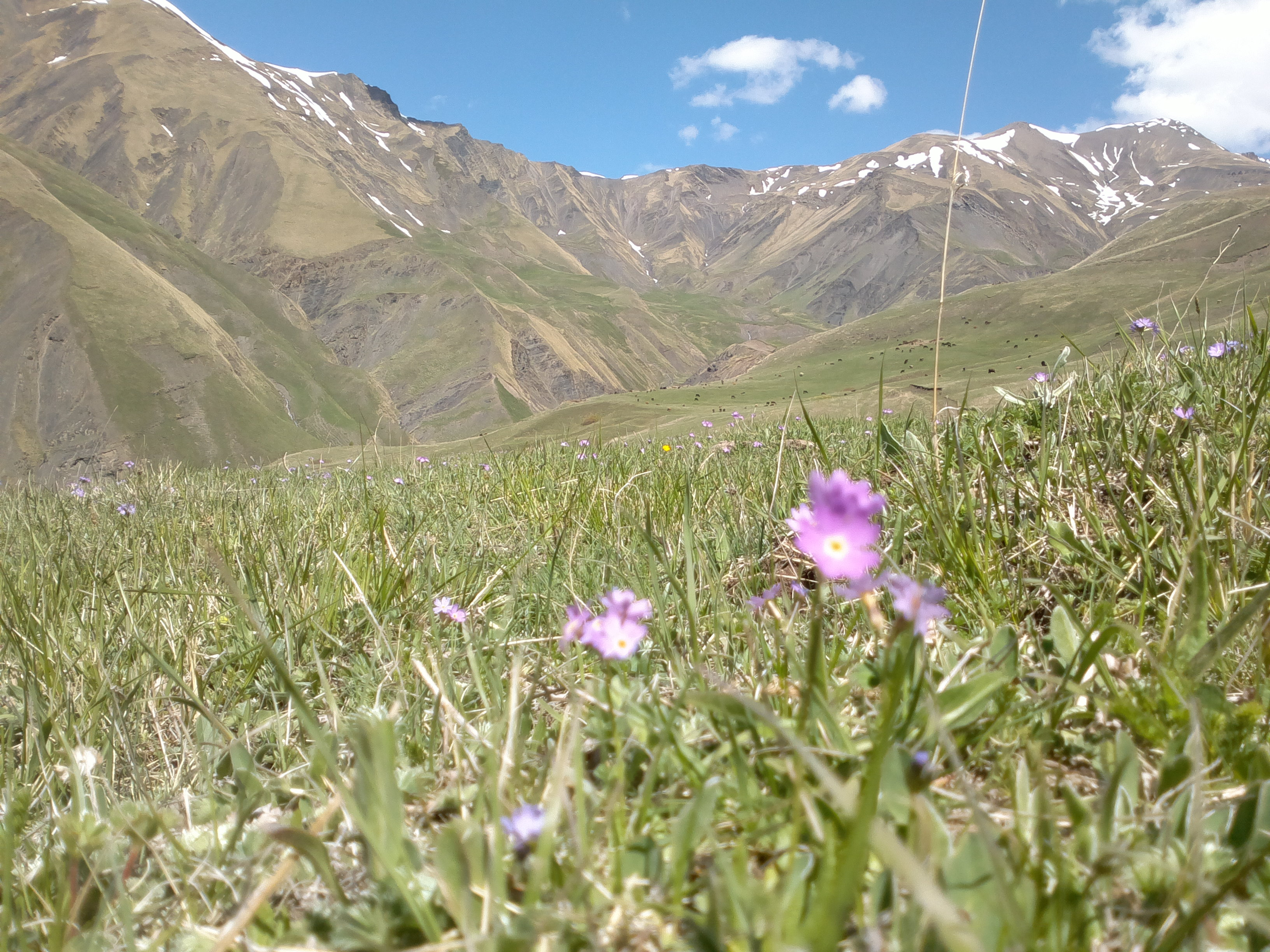
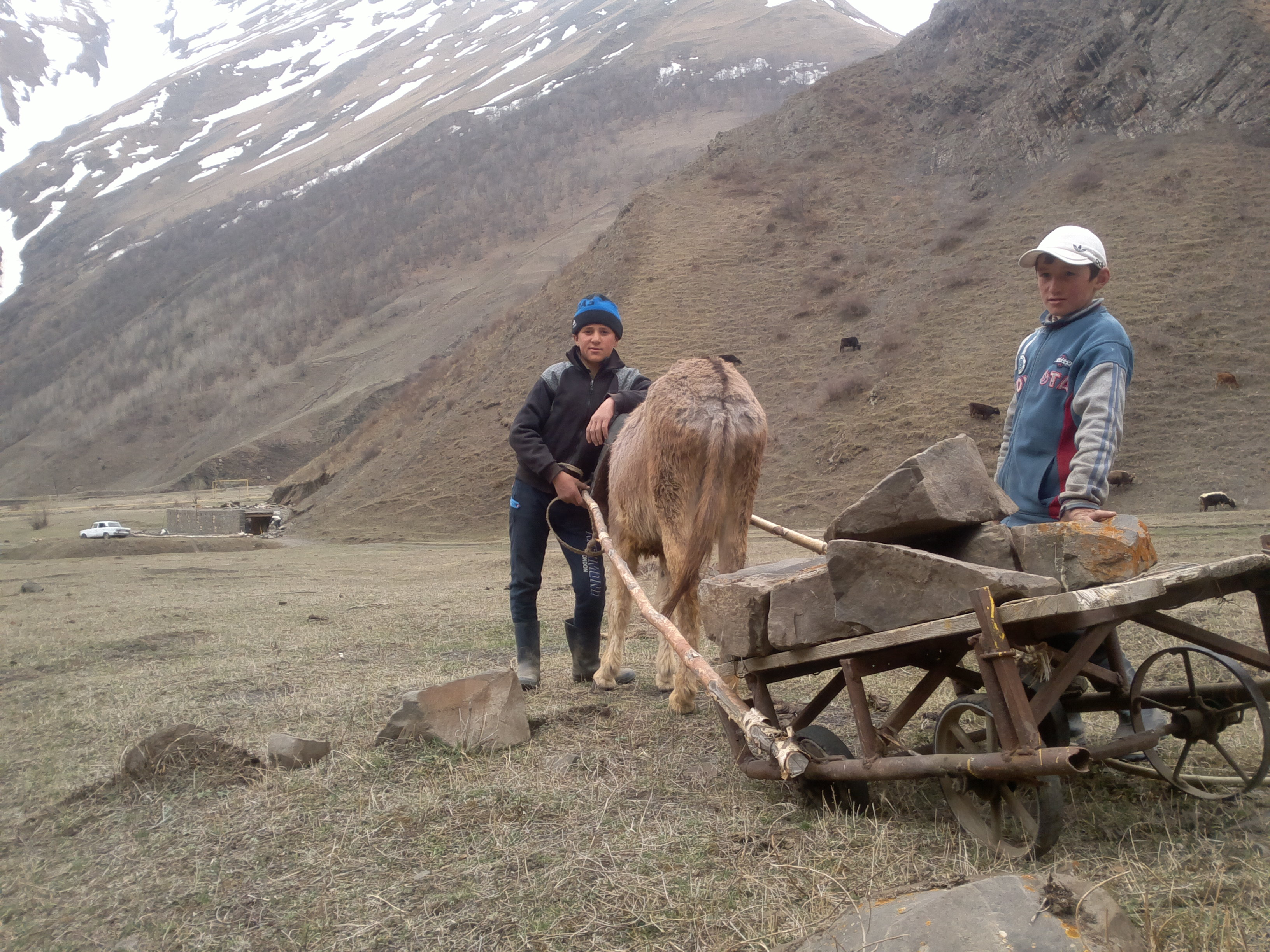
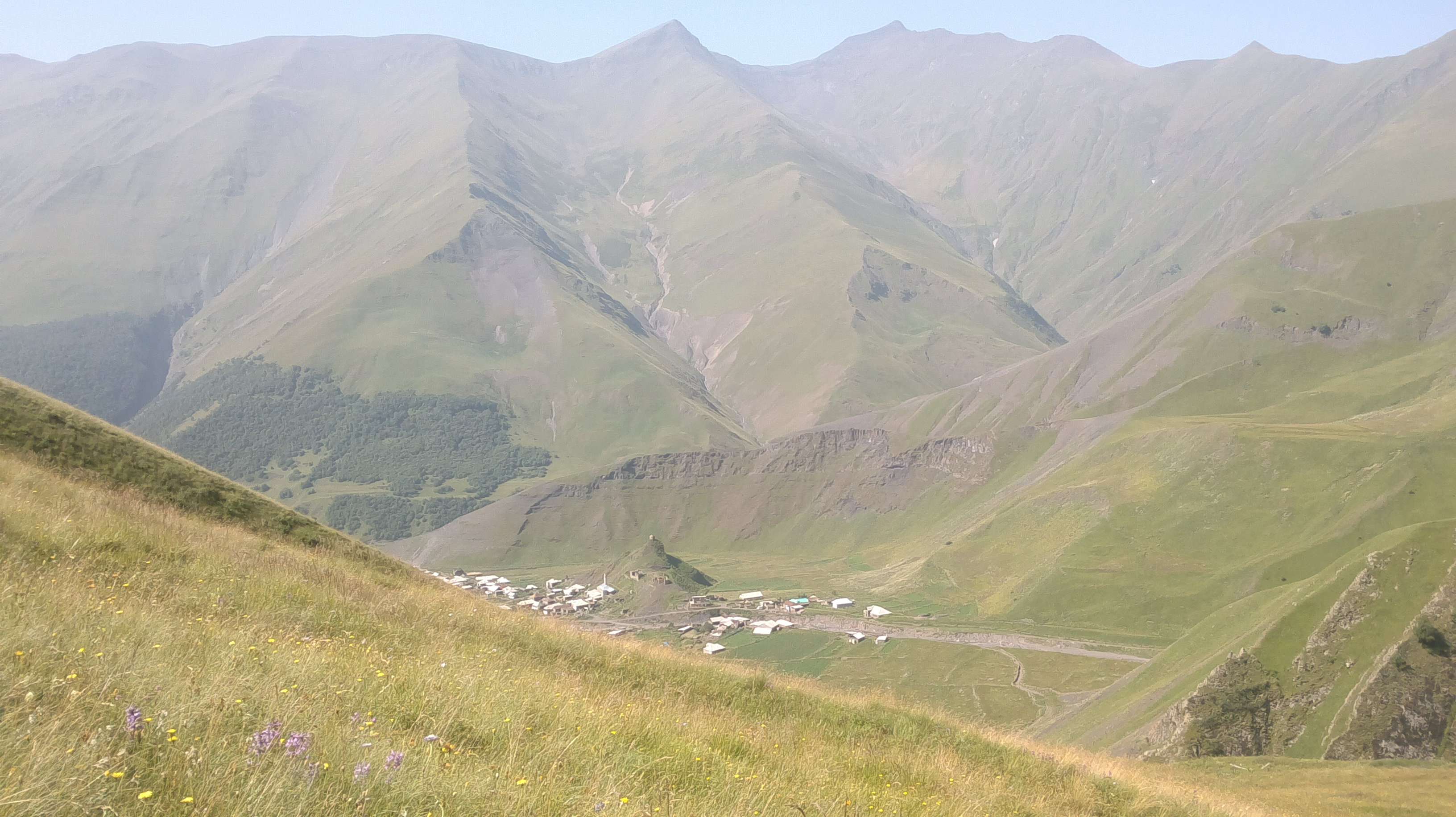
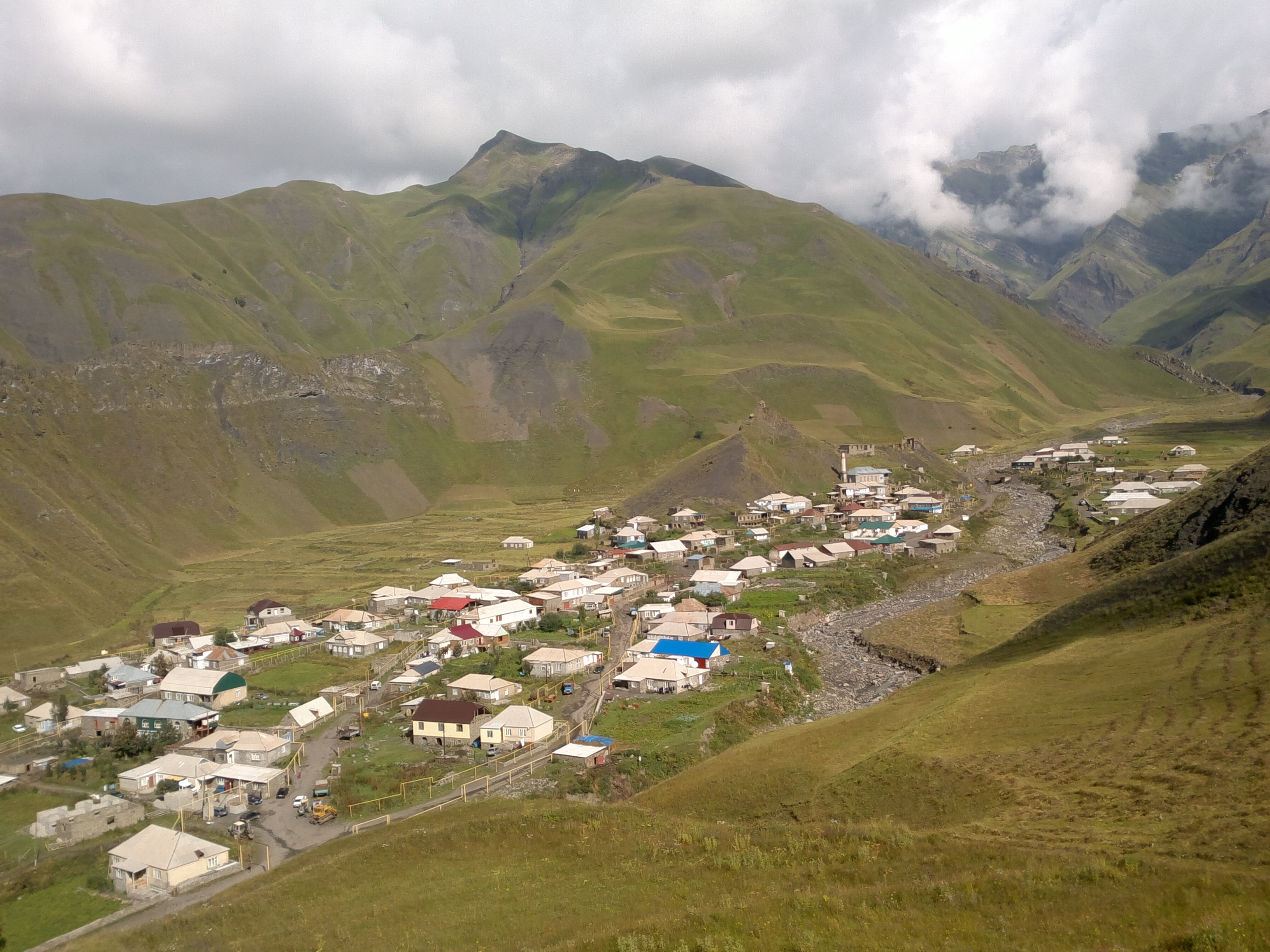
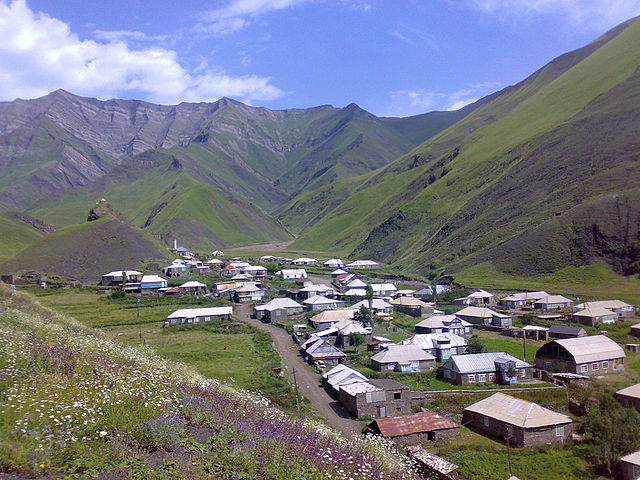